# قطنجة
قطنجة (الاسم العلمي: Cotinga)، جنس من الطيور الجاثمة التي تنتمي إلى الفصيلة القطنجية. تضن سبعة أنواع توجد في الغابات الاستوائية المطيرة في أمريكا الجنوبية والوسطى من جنوب المكسيك إلى جنوب شرق البرازيل. قوتها الرئيسي الفواكه والأعلاف العالية في الأشجار.